# Faux pouce

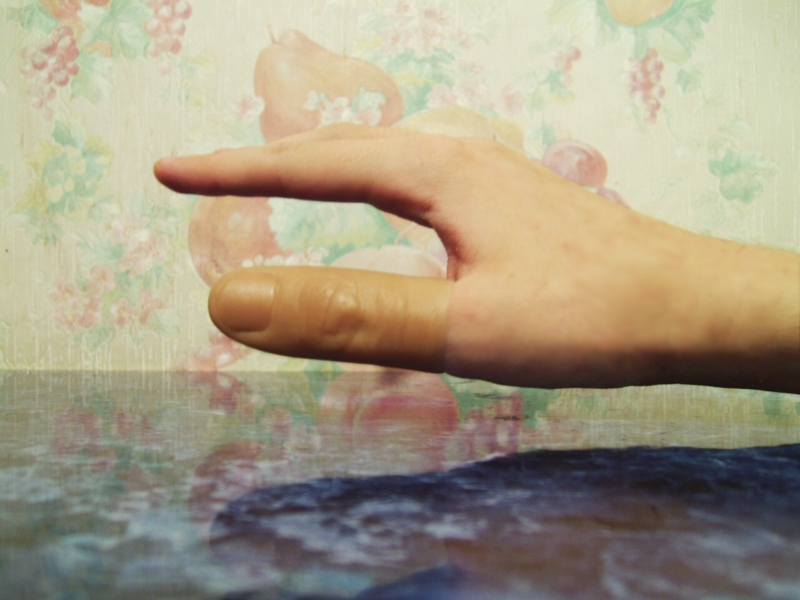
Un faux pouce en place.

Un faux pouce est un accessoire de magie qui se place sur le pouce. il est utilisé pour faira apparaître ou disparaître de petits objets.